# 纳塔利娅·巴约尔
纳塔利娅·奥林匹娅·巴约尔（波蘭語：Natalia Olimpia Bajor，1997年3月7日—）生于布热格，是一名波兰女子乒乓球运动员。她在大约5岁时开始接触乒乓球，当时她的父亲和祖父都是业余乒乓球选手，一次她和兄弟观看父亲和祖父比赛后，她加入了乒乓球俱乐部。她在2004年开始参加全国级比赛。10岁时随家人移居至弗罗茨瓦夫，并进入乒乓球学校接受训练，2008年，她成为弗罗茨瓦夫经济大学AZS乒乓球俱乐部成员，15岁时，她已经是波兰青年国家队的成员。